# أبلق أبيض الذيل

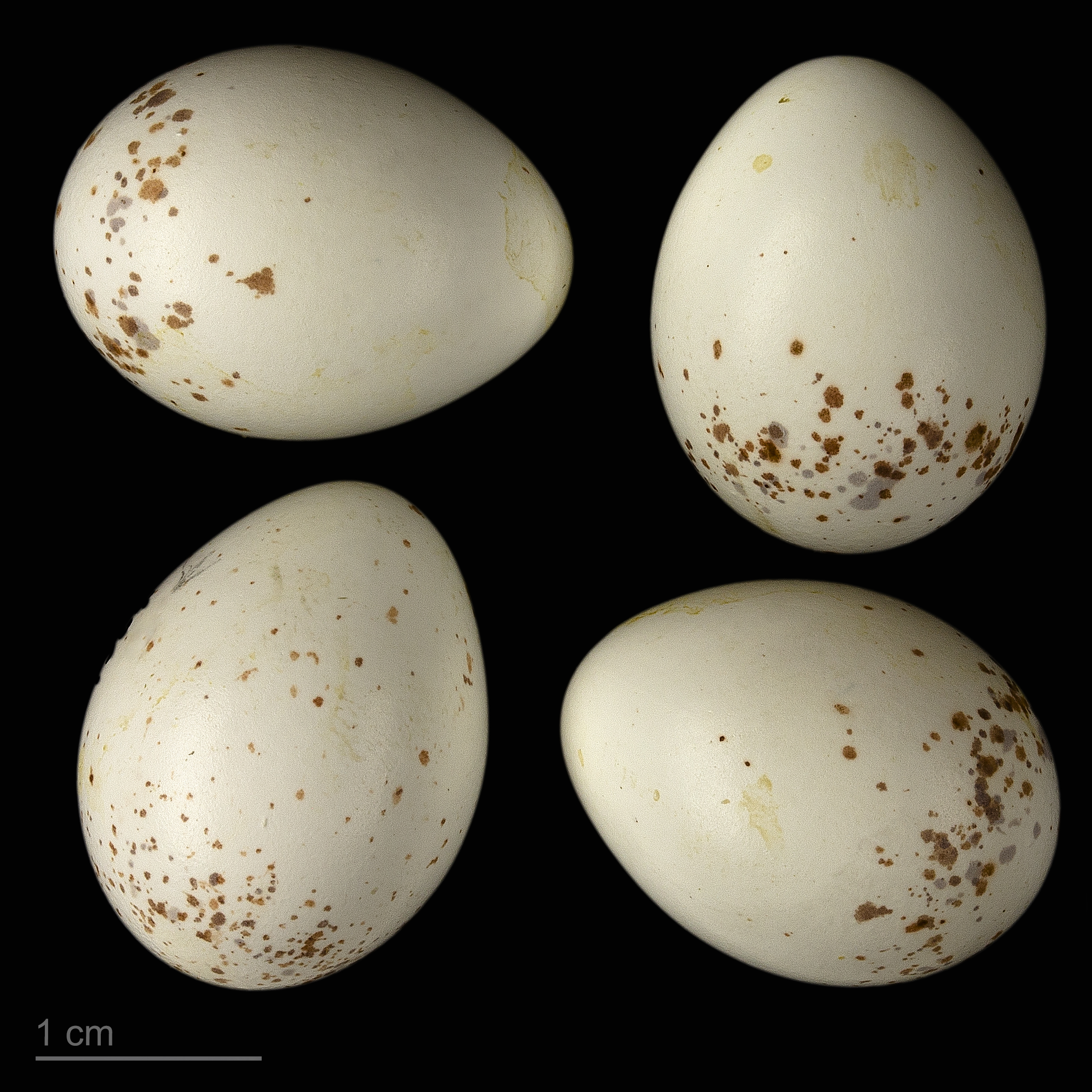
بيوض أبلق أبيض الذيل

أبلق أسود أبيض القنة أو أبلق أبيض الذيل (الاسم العلمي: Oenanthe leucopyga) (بالإنجليزية: White-crowned Wheatear)‏، هو نوع من الطيور يتبع جنس الأبلق وينتمي إلى صائدة الذباب (فصيلة: Muscicapidae). يبلغ طول الأبلق ابيض الرأس 17-18 سم و هو يتكاثر في الصحاري الصخرية من الصحاري العربية إلى العراق. عادة تبني أعشاشها في شقوق الصخور أو الحيطان وتضع من 5 إلى 3 بيضات.
- قائمة طيور الشرق الأوسط
- قائمة طيور مصر